# 天定 (徐寿辉)
天定（1359年四月—1360年閏五月三日）是元朝时期徐寿辉的年號，共計2年。
郭若愚认为，1359年十二月，陈友谅控制徐寿辉，迁都江州，同时改元天启，次年四月再改元天定，五月杀徐自立，改元大义。“天启”、“天定”两个年号只能代表陈友谅政权，刘孔伏、薛新力则认为，“天定”是陈友谅政权年号“大定”的讹误。也有人认为陈友谅的大定年号是“天定”的讹误。杨讷分析《刘尚宾文续集》认为，天定元年当在1359年。《汪夫人地券》文稱「維大宋天定元年己亥歲次八月一日朔……天定元年四月十一日」，天定元年即1359年。

## 改元
- 天啟二年——四月，改元為天定元年[6][7]。
- 天定二年——閏五月三日，陳友諒改元大義元年[6]。

## 大事記
- 天定二年——閏五月三日，陳友諒殺徐壽輝，立自為大漢皇帝[8]。

## 西曆紀年對照表
| 天定 | 元年     | 二年     |
| ---- | -------- | -------- |
| 公元 | 1359年   | 1360年   |
| 干支 | 己亥     | 庚子     |
| 元   | 至正19年 | 至正20年 |

## 同期存在的其他政权年号
- 中國
  - 至正（1341年－1370年）：元朝—元顺帝之年號
  - 龍鳳（1355年－1366年）：元朝時期—韓林兒之年號
- 越南
  - 大治（1358年－1368年）：陳朝—陳裕宗陳暭之年號
- 日本
  - 正平（1347年－1370年）：南朝—後村上天皇与長慶天皇之年号
  - 延文（1356年－1361年）：北朝—後光嚴天皇之年號

## 深入閱讀
- 李崇智. . 北京: 中華書局. 2004年12月. ISBN 7101025129.
- 鄧洪波. . 臺北: 國立臺灣大學東亞經典與文化研究計劃. 2005年3月  [2021-11-09]. ISBN 9789860005189. （原始内容 (pdf)存档于2007-08-25）.